# Kanan Devi
Kanan Devi (Howrah, 22 aprile 1916 – Calcutta, 17 luglio 1992) è stata un'attrice indiana.

## Premi e riconoscimenti
- 1942: BFJA Award - Best Actress
- 1943: BFJA Award - Best Actress
- 1968: Padma Shri Award
- 1976: Dadasaheb Phalke Award

## Filmografia parziale
- Joydev, regia di Jyotish Bannerji (1926)
- Rishir Prem, regia di Jyotish Bannerji (1931)
- Prahlad, regia di Priyanath Ganguly (1932)
- Manmoyee Girls School, regia di Jyotish Bannerji (1935)
- Vidyapati, regia di Debaki Bose (1937)
- Mukti, regia di Pramathesh Chandra Barua (1937)
- Sathi, regia di Phani Majumdar (1938)
- Street Singer, regia di Phani Majumdar (1938)
- Lagan, regia di Nitin Bose (1941)
- Path Bendhe Dilo, regia di Premendra Mitra (1945)
- Raj Lakshmi, regia di Premendra Mitra (1945)
- Mej Didi, regia di Ajay Kar (1950)
- Asha, regia di Haridas Bhattacharya (1956)
- Indranath Srikanta O Annadadidi, regia di Haridas Bhattacharya (1959)